# Martin Šust
Martin Šust (* 25. března 1977 Děčín) je český editor a publicista.
Věnuje se výhradně fantastické literatuře. Do žánru vstoupil jako autor Slovníku autorů anglo-americké fantastiky A-K (Laser-books 2003). Ten nejprve vycházel v amatérské podobě jako speciální číslo fanzinu Kroniky Questaharu a to ve dvou svazcích: A-B (SFK KQ Teplice 2000) a C-F (SFK KQ Teplice 2001).
V dalších letech se profiloval jako redaktor v plzeňském nakladatelství Laser-books, kde řídí především známou ediční řadu New Weird. Jako její součást publikoval rovněž antologie zahraniční fantastiky Trochu divné kusy (Laser-books 2005) a Trochu divné kusy 2 (Laser-books 2006). Ve své další ediční řadě New Space Opera publikoval svou v pořadí třetí antologii Plameny hvězd (Laser-books 2007). V roce 2007 vyšly Trochu divné kusy 3 (Laser-books 2007), editor do budoucna neplánuje čtvrtý svazek.
Martin Šust se okrajově věnuje i české fantastice, společně s redaktorem Tomášem Němcem chystali na rok 2008 antologii Letopisy české fantasy, zatím (2014) ale nevyšla.
Od roku 2006 působí jako šéfredaktor obnovené české edice uznávaného amerického magazínu The Magazine of Fantasy and Science Fiction.
Dále působí jako redaktor časopisu Pevnost, kde se stará především o literární novinky. Věnuje se také psaní recenzí a teoretických článků. V minulosti pracoval rovněž jako editor zahraniční fantastiky v časopisu Ikarie. Poté pracoval jako editor zahraniční fantastiky v nástupnickém časopisu XB-1.

## Dílo
- Seznam děl v Souborném katalogu ČR, jejichž autorem nebo tématem je Martin Šust
- Slovník autorů anglo-americké fantastiky A-K (Laser-books 2003), teoretická publikace
- Trochu divné kusy (Laser-books 2005), antologie zahraniční fantastiky
- Trochu divné kusy 2 (Laser-books 2006), antologie zahraniční fantastiky
- Plameny hvězd (Laser-books 2007), antologie zahraniční fantastiky
- Trochu divné kusy 3 (Laser-books 2007), antologie zahraniční fantastiky

## Ocenění
- Cena Akademie science fiction, fantasy a hororu

Slovník autorů anglo-americké fantastiky A-B (v kategorii Titul mimo beletrii za rok 2000) 

Slovník autorů anglo-americké fantastiky A-K (v kategorii Titul mimo beletrii za rok 2003) 

Slovník autorů anglo-americké fantastiky A-K (v kategorii Počin roku za rok 2000) 

Trochu divné kusy (v kategorii Antologie za rok 2005) 

Trochu divné kusy (v kategorii Počin roku za rok 2005) 

Osobní cena (v kategorii Editor/Redaktor za rok 2005) 

Trochu divné kusy 2 (v kategorii Antologie za rok 2006) 

Obnovení české edice The Magazine of Fantasy and Science Fiction (v kategorii Počin roku, spolu s nakladatelstvím Triton, za rok 2006) 

Osobní cena (v kategorii Editor/Redaktor za rok 2006) 

Osobní cena (v kategorii Editor/Redaktor za rok 2007) 